# 武汉副市长袁善腊遭检举事件
武汉副市长袁善腊遭检举事件，是2011年民营东星航空有限公司和东星集团有限公司创始人兰世立在狱中检举武汉市副市长袁善腊的一宗事件，引发中国大陆社会和媒体关注。同时兰世立的家人也因举报武汉副市长而遭到报复。

## 控诉内容
兰世立控告武汉市常务副市长袁善腊有多项违法违纪行为，包括以下六项：
1. 大肆索取巨额贿赂，包养多名情婦；
2. 利用公职挪用公款，将政府的巨额资金借给黑社会发放高利贷，中饱私囊，纵容黑社会的违法行为；
3. 帮助黑社会组织收取高利贷，并使用黑社会手段，指使他人组织围攻公家机关，再滥用职权，迫使双方签订《民事调解书》；
4. 多次索取巨额贿赂，为其子女所用；
5. 指使相关部门做出包括非法拘捕、拘禁、虚构罪名等诸多违法行为抢夺受害人的合法财产，并针对受害者进行打击报复。
6. 指使他人诬告诬陷，报复并指使相关人员严重违背事实，违反相关的法律规定，进行徇私枉法等。[2]

## 各方反应
- 东星集团：东星集团表示，所有举报都有证据。[3]
- 袁善腊本人：袁善腊表示，被举报的不是针对其个人，是针对“东星航空”破产一事。袁善腊认为这些谣言对他没有什么影响，并表示相信组织会调查清楚的。[4]

- 湖北省纪委：
  - 湖北省纪委表示，曾于7月底收到兰世立委托其亲属送来的类似举报信，随后两次约其亲属当面核实情况，并就举报内容展开调查，同时希望举报人进一步提供有关证据。
  - 湖北省纪委新闻发言人表示，省纪委将本着实事求是的态度，继续深入调查，一经查实，则依纪依法处理。[5]

- 媒体和公众：《每日经济新闻》最先报道了东星集团总裁助理兰剑敏在9月1日召开的发布会，宣布民营东星航空有限公司和东星集团有限公司创始人兰世立实名举报武汉市常务副市长袁善腊。此后，包括中国网络电视台等多家媒体对该事件进行跟进报道。《新京报》亦刊文，呼吁应尽快调查实名举报武汉副市长事件。[6]

## 结果
2011年12月26日，湖北省纪委、监察厅新闻发言人在“重大责任事故调查处理情况新闻通报会”上，表示根据调查取证，“袁善腊同志不存在兰世立举报的违纪违法问题”。

## 波澜再起
2022年3月16日，据湖北省纪委监委消息，武汉市委原常委、市政府原常务副市长袁善腊涉嫌严重违纪违法，目前正接受湖北省纪委监委纪律审查和监察调查。
2022年9月7日，袁善腊被官方宣布开除党籍，并被立案侦查。官方通报了其逮捕原因为受贿和腐败。